# دوشان يوفانوفيتش
دوشان يوفانوفيتش هو لاعب كرة قدم صربي، ولد في 5 يونيو 1971 في جمهورية يوغوسلافيا الاشتراكية الاتحادية. لعب مع نادي بانيتوليكوس.